# Pat O'Connor (giocatore di football americano)
Patrick Joseph O'Connor (Chicago, 1º novembre 1993) è un giocatore di football americano statunitense che milita nel ruolo di defensive end per i Detroit Lions della National Football League (NFL).

## Carriera

### Detroit Lions
I Detroit Lions scelsero O’Connor nel corso del settimo giro (250º assoluto) del Draft NFL 2017. Fu svincolato il 2 settembre 2017 e firmò con la squadra di allenamento il giorno successivo. Fu svincolato definitivamente il 13 settembre 2017.

### Tampa Bay Buccaneers
Il 9 ottobre 2017, O'Connor firmò con la squadra di allenamento dei Tampa Bay Buccaneers. Fu promosso nel roster attivo il 29 novembre 2017.
Il 1º settembre 2018, O'Connor fu svincolato dai Buccaneers dopo di che rifirmò con la squadra di allenamento. Il 31 dicembre 2018 firmò un nuovo contratto.
Il 2 settembre 2019, O'Connor fu svincolato, rifirmando poi con la squadra di allenamento. Fu promosso nel roster attivo il 24 settembre 2019.
Nella settimana 14 della stagione 2020 contro i Minnesota Vikings, O'Connor mise a segno il suo primo sack in carriera ai danni di Kirk Cousins nella vittoria per 26–14. Il 7 febbraio 2021 scese in campo nel Super Bowl LV contro i Kansas City Chiefs campioni in carica nella vittoria per 31-9, conquistando il suo primo titolo.

### Ritorno ai Detroit Lions
Il 1º agosto 2024 O’ Connor sfirmò con i Detroit Lions. Fu svincolato il 27 agosto dopo di che rifirmò con la squadra di allenamento.

## Palmarès
- Super Bowl : 1

Tampa Bay Buccaneers: LV
- National Football Conference Championship: 1

Tampa Bay Buccaneers: 2020